# Haroldius kawadai
Haroldius kawadai là một loài bọ cánh cứng trong họ Bọ hung (Scarabaeidae).